# 世紀倫敦夢
《世紀倫敦夢》（英語：Dunki）是一部2023年印度印地語喜劇劇情片，以非法移民技巧「驢路」為題材，講述一名退伍軍人涉險帶領旁遮普的朋友們非法進入英國。電影由拉庫馬·希拉尼執導、剪輯並與阿比加·喬希及坎尼卡·德倫聯合編劇，希拉尼旗下的拉庫馬·希拉尼電影（Rajkumar Hirani Films）與Jio製片室及紅辣椒娛樂聯合製作。主演陣容包括沙·魯克·罕、塔絲·潘努、博曼·伊蘭尼、阿尼爾·葛羅佛（Anil Grover）、維克拉姆·柯查和維基·考沙爾（宣傳為客串演出）。
本片消息於2022年4月正式宣布，同月開始主要拍攝工作，並分成多趟進行零星拍攝的行程。2023年4月下旬宣告殺青，拍攝地點包括孟買、贾巴尔普尔、克什米尔、布達佩斯、倫敦、吉達和新未來城。本片的音樂由普里坦和謝卡爾·拉維加尼譜寫，背景音樂的譜寫由阿曼·潘特（Aman Pant）負責，C·K·穆拉利達蘭、馬努什·南丹和阿米特·羅伊（Amit Roy）都參與了本片的攝影工作。
《世紀倫敦夢》2023年12月21日在全球院線上映，全球票房落於41.8億至47億盧比之間，製作和行銷預算總計為12億盧比，成為2023年票房第六高的印地語電影以及票房第九高的印度電影。電影在影評界口碑褒貶不一，演員們的表現受讚，但劇本受到批評。在第69屆印度電影觀眾獎上，本片獲九項提名，考沙爾贏得最佳男配角。

## 劇情
2020年，瑪努·蘭達瓦從英國倫敦的一家醫院逃跑，找上移民律師普魯·派特爾，以聯繫位於旁遮普邦拉爾圖的前情人哈達亞爾·辛格·迪倫。哈迪時隔25年後接到她的電話，欣喜若狂。瑪努無法獲得印度簽證，所以要求哈迪在阿聯酋杜拜會面，這樣就可透過非法移民技巧「驢路」將她帶回印度，朋友布古·拉坎帕爾和巴厘·卡卡德隨之同行。
1995年，住在拉爾圖的瑪努、布古和巴厘，渴望移民到倫敦過更好的生活，但因貧窮且沒有受過教育，他們無法獲得簽證。一日，前士兵哈迪到達他們的村莊；瑪努的兄長馬欣德曾救過同袍哈迪一命，但後來在一次事故中喪生，使瑪努和家人陷入了貧困。哈迪承諾幫助瑪努到達倫敦，以回報她兄長的善意。得知透過雅思考試可以更輕鬆地獲得英國學生簽證後，他們報名參加了由吉圖·古拉帝舉辦的輔導班，並在此認識了蘇基·辛格。蘇基的前女友賈希嫁給了英裔印度人，但在倫敦遭到丈夫家暴，使蘇基想去倫敦拯救賈希。巴厘通過了考試，但其他人都未成功。
巴厘抵達倫敦後致電給蘇基，賈希已自殺身亡，絕望的蘇基因此自焚。蘇基的死為哈迪帶來了巨大的創傷，他決定親自帶著瑪努、布古和巴厘，還有輔導班的龐皮、查梅利與古拉布透過驢路前往倫敦。在經歷了一段穿越巴基斯坦、阿富汗、伊朗和土耳其的危險旅程後，龐皮、查梅利與古拉布被殺，哈迪、瑪努及布古成功抵達倫敦。他們遇見了扮成活雕像討生活的巴厘，發現巴厘在英國事業有成這方面向他們撒了謊；事實上，巴厘和其他非法移民住在一起，過著躲避警察的困苦日子。
律師普魯·派特爾建議瑪努進行假結婚，這是獲得英國公民身份的簡單方法，瑪努不得已嫁給一名毒蟲。婚禮期間，哈迪對毒蟲試圖親吻瑪努感到憤怒，他們發生爭吵，全員最終被捕。普魯建議他們在法庭上聲稱，他們在印度的生命受到威脅，並尋求留在該國的庇護權。身為退伍軍人的哈迪拒絕背叛自己的國家，但其他人同意在英國尋求庇護並定居。哈迪被驅逐回印度，而其餘人則成為英國公民。
回到2020年，瑪努、布古和巴厘在杜拜與哈迪重逢。瑪努患有腦腫瘤，只剩一個月的壽命，又被拒絕前往印度，於是哈迪決定再以驢路帶他們回印度。他們試圖透過貨櫃前往印度，欺騙移民官員，讓官員們相信自己是非法前往倫敦的印度公民，並假扮成在倫敦之旅中死亡的朋友（龐皮、查梅利及古拉布）身份；他們因此被驅逐到印度。排燈節期間回到拉爾圖，瑪努驚訝地發現哈迪從未出於對她的愛而結婚；但在哈迪求婚後不久，她就因病去世。哈迪傷心欲絕，將訂婚戒指放在她手中並擁抱之。幾個月後，哈迪、布古和巴厘在街上遇見一名驢路中介，對方邀請他們以驢路前往倫敦，但哈迪只將對方過肩摔在地，然後三人有說有笑地離去。

## 演員
- 沙·魯克·罕飾演哈達亞爾·「哈迪」·辛格·迪倫（Hardayal "Hardy" Singh Dhillon）
- 塔絲·潘努飾演瑪努·蘭達瓦（Manu Randhawa）
- 博曼·伊蘭尼飾演吉圖·古拉帝（Geetu Gulati）
- 阿尼爾·葛羅佛（Anil Grover）飾演巴厘·卡卡德（Balli Kakkad）
- 維克拉姆·柯查（英语：Vikram Kochhar）飾演布古·拉坎帕爾（Buggu Lakhanpal）
- 維基·考沙爾飾演蘇基·辛格（Sukhi Singh）
- 喬蒂·蘇巴斯（英语：Jyoti Subhash）飾演桑托希·拉坎帕爾（Santosh Lakhanpal）
- 戴文·博賈尼（英语：Deven Bhojani）飾演普魯·派特爾律師（Advocate Puru Patel）
- 馬諾傑·康德（Manoj Kant）飾演蘭達瓦先生（Mr. Randhawa）
  - 阿倫·巴利（英语：Arun Bali）飾演年老的蘭達瓦先生
- 阿瑪蒂普·傑哈（英语：Amardeep Jha）飾演蘭達瓦女士（Mrs. Randhawa）
- 蘇海爾·札加（Suhail Zargar）飾演馬欣德·蘭達瓦（Mahinder Randhawa）
- 維什努·考紹爾（Vishnu Kaushal）飾演古拉布·納格拉（Gulab Nagra）
- 科瑪爾·薩赫德瓦（Komal Sachdeva）飾演查梅利·納格拉（Chameli Nagra）
- 迪萬舒·甘比爾（Diwanshu Gambhir）飾演帕明德·「龐皮」·丁格拉（Parminder "Pumpi" Dingra）
- 格普里特·古吉（英语：Gurpreet Ghuggi）飾演拉爾圖火車站（Laltu Railway Station）的同行乘客

## 製作

### 發展
拉庫馬·希拉尼曾向沙·魯克·罕尋求出演電影《穆那大哥做医生》（2003年）和《三傻大闹宝莱坞》（2009年）中的角色，但都被罕拒絕。據2020年11月下旬的報導，希拉尼終於得以與罕合作，將擔任自己下一部執導作的主演。希拉尼在2020年COVID-19封鎖期間向罕讀本。本片象徵著兩人的首次合作。2021年8月，劇本完成，電影於2022年4月宣布開拍。希拉尼與阿比加·喬希及坎尼卡·德倫共同撰寫了劇本。阿米特·羅伊（Amit Roy）最先被選為本片的攝影指導，但與希拉尼在創意理念上分歧而退出，並由C·K·穆拉利達蘭取代；成為穆拉利達蘭繼《傻瓜大哥再出擊》（2006年）、《三傻大闹宝莱坞》及《來自星星的傻瓜PK》（2014年）後與該導演的第四次合作。據報導，攝影指導馬努什·南丹、阿米特·羅伊和庫馬爾·潘卡傑（Kumar Pankaj，未被官方署名）都曾參與過本片。

### 選角
穆克什·查布拉擔任選角導演。塔絲·潘努於2021年1月被選為女主角，這是她與沙·魯克·罕的首次銀幕合作。罕的紅辣椒娛樂曾製作了她主演的電影《復仇》（2019年）。之後，維基·考沙爾被媒體宣布在片中扮演重要角色。博曼·伊蘭尼於2022年10月加入演出陣容。

### 拍攝
《世紀倫敦夢》2022年4月在孟買開始主要拍攝工作。孟買拍攝檔期於2022年6月結束，2022年7月開始國際檔期。劇組2022年7月在布達佩斯和倫敦拍片，一個月後完成。以沙·魯克·罕為主角的騎車場景於2022年10月在孟買拍攝。為期12天的日程安排2022年11月在沙烏地阿拉伯進行，其中的地點包括吉達和新未來城。2022年12月在中央邦賈巴爾普爾進行為期三天的拍攝。2023年1月，罕在孟買拍攝水下場景。同時，罕還參與了另一項目《亂世勇者》，其拍攝工作於2023年4月完成。同月，本片劇組移師喀什米爾，進行為期四天的行程，地點包括斯利那加、帕姆波雷、索爾瑪和普爾瓦馬，還包括索爾瑪當地的塔吉瓦斯冰川（Thajiwas Glacier）。一場歌曲片段在喀什米爾拍攝，由加內什·阿查里亞（Ganesh Acharya）編排。本片2023年4月在喀什米爾索爾瑪宣告殺青。《世紀倫敦夢》總共拍攝了75天，罕參與了其中的60天。據報導，包含行銷費用在內，電影的總預算為12億盧比。

## 音樂
配樂作曲由普里坦和謝卡爾·拉維加尼譜寫，阿曼·潘特（Aman Pant）則負責背景音樂的譜寫。第一首單曲〈被寵壞了〉（Lutt Putt Gaya）於2023年11月22日發行；2023年12月1日發行了第二首單曲〈我們離開過房子嗎〉（Nikle The Kabhi Hum Ghar Se）；第三首單曲名為〈哦，瑪希〉（O Maahi），於2023年12月11日發行。2023年12月18日發行了名為〈班達〉（Banda）的第四首單曲。收錄八首歌曲的原聲專輯由T-Series於2023年12月18日發行。

## 發行
《世紀倫敦夢》2023年12月21日在全球院線上映。

### 發行商
彭製片室旗下獲得了北印度和西印度的院線版權；斯雷戈庫拉姆電影（Sree Gokulam Movies）獲得了本片在泰米爾納德邦和喀拉拉邦的院線發行權；拉傑希里影業負責在安得拉邦和泰倫迦納邦發行；邁索爾領土的版權被全景製片室收購；SVF取得了西孟加拉邦的院線版權。
電影的海外發行權出售給雅什·拉吉影片公司。主銀幕娛樂（Home Screen Entertainment）購買了該片的新加坡發行權，而燈塔發行商（Lighthouse Distribution）則購入了西班牙的發行權。動剪娛樂（Action Cut Entertainment）負責在孟加拉發行本片。

### 家用媒體
本片的數位、衛星及音樂版權總價值達23億盧比。Netflix取得串流媒體發行權，於2024年2月15日首度上線。

## 備註
1. ↑  據Pinkvilla網站稱，本片的製作和行銷總成本總計為12億盧比[2]。
2. ↑  從旁遮普語翻譯成英語，意思是「從一個地方跳到另一個地方」。

## 外部連結
- 互联网电影数据库（IMDb）上《世紀倫敦夢》的资料（英文）
- 《世紀倫敦夢》的Bollywood Hungama頁面